# Vårviks socken
Vårviks socken i Dalsland ingick i Vedbo härad, ingår sedan 1971 i Bengtsfors kommun och motsvarar från 2016 Vårviks distrikt.
Socknens areal är 117,70 kvadratkilometer varav 84,34 land. År 2000 fanns här 212 invånare. En del av orten Gustavsfors samt sockenkyrkan Vårviks kyrka ligger i socknen.   

## Administrativ historik
Socknen har medeltida ursprung.
Vid kommunreformen 1862 övergick socknens ansvar för de kyrkliga frågorna till Vårviks församling och för de borgerliga frågorna bildades Vårviks landskommun. Landskommunen inkorporerades 1952 i Lelångs landskommun som 1971 uppgick i Bengtsfors kommun. Församlingen uppgick 2012 i Laxarby-Vårviks församling.
1 januari 2016 inrättades distriktet Vårvik, med samma omfattning som församlingen hade 1999/2000.
Socknen har tillhört län, fögderier, tingslag och domsagor enligt vad som beskrivs i artikeln Vedbo härad. De indelta soldaterna tillhörde Västgöta-Dals regemente och Vedbo kompani.

## Geografi
Vårviks socken ligger norr om Bengtsfors kring Västra Silen med Lelång i sydost och Östra Silen i öster. Socknen har odlingsbygd vid sjöarna och är i övrigt en kuperad sjörik skogsbygd.

## Fornlämningar
Från stenåldern har boplatser och tre hällkistor påträffats. Från bronsåldern finns spridda gravrösen.

## Namnet
Namnet skrevs 1540 Vårvich. Efterleden vik syftar på en vik i Västra Silen invid holmen som kyrkan ligger på. Förleden har oklar tolkning, den kan innehålla årstidsbeteckningen vår eller vardher, 'vakthållning'.

## Befolkningsutveckling
| Befolkningsutvecklingen i Vårviks socken 1780–1990                                                      | Befolkningsutvecklingen i Vårviks socken 1780–1990 | Befolkningsutvecklingen i Vårviks socken 1780–1990 | Befolkningsutvecklingen i Vårviks socken 1780–1990 | Befolkningsutvecklingen i Vårviks socken 1780–1990 |
| --- | -------------------------------------------------- | -------------------------------------------------- | -------------------------------------------------- | -------------------------------------------------- |
| |                                                    |                                                    |                                                    |                                                    |
| År |                                                    |                                                    | Folkmängd                                          |                                                    |
| 1780 | 1780                                               |                                                    | 746                                                |                                                    |
| 1790 | 1790                                               |                                                    | 861                                                |                                                    |
| 1810 | 1810                                               |                                                    | 879                                                |                                                    |
| 1820 | 1820                                               |                                                    | 933                                                |                                                    |
| 1830 | 1830                                               |                                                    | 1 227                                              |                                                    |
| 1840 | 1840                                               |                                                    | 1 132                                              |                                                    |
| 1850 | 1850                                               |                                                    | 1 262                                              |                                                    |
| 1860 | 1860                                               |                                                    | 1 470                                              |                                                    |
| 1870 | 1870                                               |                                                    | 1 568                                              |                                                    |
| 1880 | 1880                                               |                                                    | 1 509                                              |                                                    |
| 1890 | 1890                                               |                                                    | 1 448                                              |                                                    |
| 1900 | 1900                                               |                                                    | 1 325                                              |                                                    |
| 1910 | 1910                                               |                                                    | 1 180                                              |                                                    |
| 1920 | 1920                                               |                                                    | 1 007                                              |                                                    |
| 1930 | 1930                                               |                                                    | 917                                                |                                                    |
| 1940 | 1940                                               |                                                    | 834                                                |                                                    |
| 1950 | 1950                                               |                                                    | 811                                                |                                                    |
| 1960 | 1960                                               |                                                    | 623                                                |                                                    |
| 1970 | 1970                                               |                                                    | 507                                                |                                                    |
| 1980 | 1980                                               |                                                    | 420                                                |                                                    |
| 1990 | 1990                                               |                                                    | 430                                                |                                                    |
| Anm: Källor: Umeå universitet - Tabellverket 1749-1859, Demografiska databasen, CEDAR, Umeå universitet |                                                    |                                                    |                                                    |                                                    |